# Susana Vieira
Sônia Maria Vieira Gonçalves, mais conhecida como Susana Vieira (São Paulo, 23 de agosto de 1942), é uma atriz brasileira. Estreou na televisão em 1962, se tornando na década de 1960 uma das principais atrizes da Rede Tupi e da TV Excelsior até chegar na RecordTV, onde foi alçada ao posto de protagonista e ganhou status de maior estrela da emissora. Em 1970, migrou para a TV Globo, onde permanece até hoje.
Susana imortalizou personagens como a Tina de O Espigão (1974), Cândida de Escalada (1975), por conta do sucesso de sua personagem, foi escalada para viver sua primeira protagonista, a babá Nice de Anjo Mau (1976), em seguida interpretou a romântica Marina de A Sucessora (1978), Renata de Um Sonho a Mais (1985), Gilda de O Salvador da Pátria (1989), Rubra Rosa de Fera Ferida (1993), Ana de A Próxima Vítima (1995), a memorável vilã Branca Letícia de Barros Mota de Por Amor (1997), que anos depois seria alvo de memes na internet devido a sua personalidade divertida e excêntrica, Lorena de Mulheres Apaixonadas (2003), a batalhadora Maria do Carmo de Senhora do Destino (2004) e muitas outras. Susana é uma das grandes atrizes brasileiras, deixando um enorme legado na teledramaturgia nacional, construindo personagens inesquecíveis desde o início de sua carreira, sendo atriz de múltiplas personalidades e tendo destaque com autores como Aguinaldo Silva, Manoel Carlos, Cassiano Gabus Mendes e Lauro César Muniz que lhe renderam inúmeros prêmios, como dois Prêmios APCA, dois Troféus Imprensa, dois Prêmios Extra, um Prêmio Governador do Estado, um Prêmio Contigo! de TV, além de já ter sido condecorada com o Troféu Mário Lago.

## Biografia
O pai de Susana, Marius Gonçalves, era militar da reserva, da Arma de Cavalaria, e foi representante na embaixada do Brasil em Buenos Aires; a mãe, Maria da Conceição Vieira Gonçalves, trabalhava no consulado, e já foram para a Argentina casados, e com os dois filhos mais velhos nascidos. Susana, batizada como Sônia Maria Vieira Gonçalves, nasceu na Maternidade São Paulo, na capital paulista. O nome artístico de Susana é na verdade de sua irmã, a atriz brasileira, nascida na Argentina, Susana Gonçalves. Além de Susana Gonçalves, Susana Vieira tem mais três irmãos: Sérgio, Sérvulo e Sandra.
Como acontece com famílias de diplomatas, Susana viveu em vários países, tendo aprendido vários idiomas. Sua primeira infância foi entre Montevidéu, Buenos Aires e Londres. No Uruguai, Susana estudou na tradicional Escuela Baron de Rio Branco, no ano de 1954. Foi em Buenos Aires que ela estudou balé, apresentando-se várias vezes no Teatro Colón. E foi ainda através da dança que, já no Brasil, apareceu num programa da TV Tupi de São Paulo, em 1960. Ganhando cachê e sendo contratada, começou a participar de vários programas como "TV de Vanguarda" e "TV de Comédia".

## Carreira

### 1962–70: Início na Tupi, Excelsior e Record

Teresa Campos e Susana nos bastidores de A Última Testemunha (1968), na RecordTV.

Susana começou a atuar em 1962, logo depois de ter se formado em arte pelo Teatro Municipal de São Paulo, passou a fazer parte do corpo de baile da TV Tupi, dançando nos programas durante a apresentação de cantores. Foi lá que o diretor Cassiano Gabus Mendes a viu e, achando-a bonita, começou a colocá-la no elenco de teleteatros e telenovelas. Por pressão do marido interrompeu a carreira artística para ser dona-de-casa, mas, depois que nasceu seu único filho em 1964,e ela voltou ao trabalho. Em 1966, atuou em três novelas na TV Excelsior: Almas de Pedra, As Minas de Prata (ambas do diretor Walter Avancini) e Ninguém Crê em Mim. Em 1967, já na TV Tupi atuou em Estrelas no Chão. De 1968 a 1969, atuou em várias novelas da Rede Tupi, RecordTV e TV Excelsior, onde viveu sua primeira protagonista em A Pequena Karen. Karen era uma pequena garota que morria no terceiro capítulo da novela e acabava voltando para a novela como um espírito. Em 1970, Susana foi contratada pela Rede Globo.

Susana com Laura Cardoso e Fúlvio Stefanini nos bastidores de Algemas de Ouro (1969), na RecordTV.

### 1970–85: Notoriedade e carreira internacional
A primeira novela de Susana Vieira na Rede Globo foi Pigmalião 70, onde interpretou a coprotagonista Candinha, uma feirante ambiciosa. Em 1974, Susana precisava trabalhar para sustentar o seu filho e pediu para uma amiga se passar por ela para pedir um personagem da novela de Dias Gomes, O Espigão. No ano de 1975, ganhou o seu primeiro troféu APCA como melhor atriz pela atuação na telenovela O Espigão. O segundo troféu veio no ano seguinte pela atuação em Escalada. Foi somente em 1976 que Susana Vieira fez seu primeiro papel como protagonista de telenovela na Globo, em Anjo Mau. Nesta novela, Susana fez sucesso no papel de Nice, uma moça ambiciosa que não media esforços para conseguir o que queria, por conta das maldades de sua personagem chegou até a ser agredida na rua. Nice era um personagem considerado imoral na época da ditadura militar, sendo assim, Cassiano Gabus Mendes, decretou sua morte no último capítulo. A novela tinha no elenco José Wilker, Renée de Vielmond, Sérgio Britto, Osmar Prado, Pepita Rodrigues, entre outros.
Depois de Nice, Susana se destacou no papel da protagonista da telenovela A Sucessora de 1978 como a insegura Marina Steen, a sua primeira parceria com o seu amigo, o autor Manoel Carlos. A novela foi um verdadeiro sucesso no exterior, chegando a passar em 50 países, entre eles Angola, Holanda, Itália, Suíça, onde foi exibida mais de duas vezes, e União Soviética. Em 1981, posou nua para a extinta revista Status Plus. Em 1983 aceitou o convite para atuar numa telenovela mexicana, Profesión: Señora. A oportunidade surgiu com o sucesso na América Latina de A Sucessora. Segundo Susana, o sindicato de atores no México chamou ela, por não querer usar o ponto eletrônico e isso mostrava uma certa superioridade. Além de Profesión: Señora, Susana também participou de uma novela estadunidense e outra mexicana. Fez, ainda, participações em especiais nas TVs venezuelana e americana e temporadas de teatro no Peru. Em 1985 posou para Playboy, porém não foi capa, apareceu nua apenas nas páginas interiores da revista.

### 1985–02: Amadurecimento
Em Um Sonho a Mais, viveu a maldosa Renata, essa co-antagonista tinha como objetivo herdar a fortuna de Volpone, interpretação de Ney Latorraca. Seu terceiro papel como protagonista foi em 1987, no papel de Marta em Bambolê, onde interpretava uma mulher desquitada que enfrentava uma sociedade que se apaixonava por um sujeito que não se importava com a sociedade. Em 1990, viveu a coprotagonista Laís em Lua Cheia de Amor e em 1993, viveu também duas coprotagonistas: a divertida Rubra Rosa de Fera Ferida e a elegante Clarita em Mulheres de Areia. Foi protagonista em 1995 na novela A Próxima Vítima no papel de Ana Carvalho, a novela fez grande sucesso pelo suspense ao revelar o nome do assassino de vários personagens no último capítulo. Ana era uma mulher inteligente, mas sem muita cultura que tinha características de uma típica italiana e que vive um triângulo amoroso com Juca e seu amante Marcelo.
No ano de 1996, Susana esteve presente no seriado Sai de Baixo e nas novelas Vira Lata e Salsa e Merengue. Em 1997 veio sua antagonista, na novela Por Amor, de Manoel Carlos como a megera Branca Letícia de Barros Mota. Branca é uma mulher de personalidade forte, que adora manipular a vida alheia. É dominadora, esnobe e muito má. Tem adoração por seu filho mais velho e despreza os outros dois por não terem ambição na vida. Na verdade o que ela quer é que todos pensem como ela. A personagem se tornou um hit dos memes da internet com as suas tiradas antológicas e as falas que marcaram o público e por muitos é considerado o seu melhor personagem na televisão. Em 1999 voltou a ser antagonista de Regina Duarte, desta vez na minissérie Chiquinha Gonzaga, na pele da francesa Suzette. Emendou este trabalho com a novela Andando nas Nuvens, fazendo par com Marco Nanini. Recebeu, em 2002, uma homenagem especial durante a entrega do Prêmio Austragésilo de Athayde, oferecido pela Academia Brasileira de Letras. No mesmo ano participou do álbum do cantor Alexandre Pires, Minha Vida, Minha Música, em que Susana narra a faixa de abertura.

### 2003–14: Consolidação e outros projetos

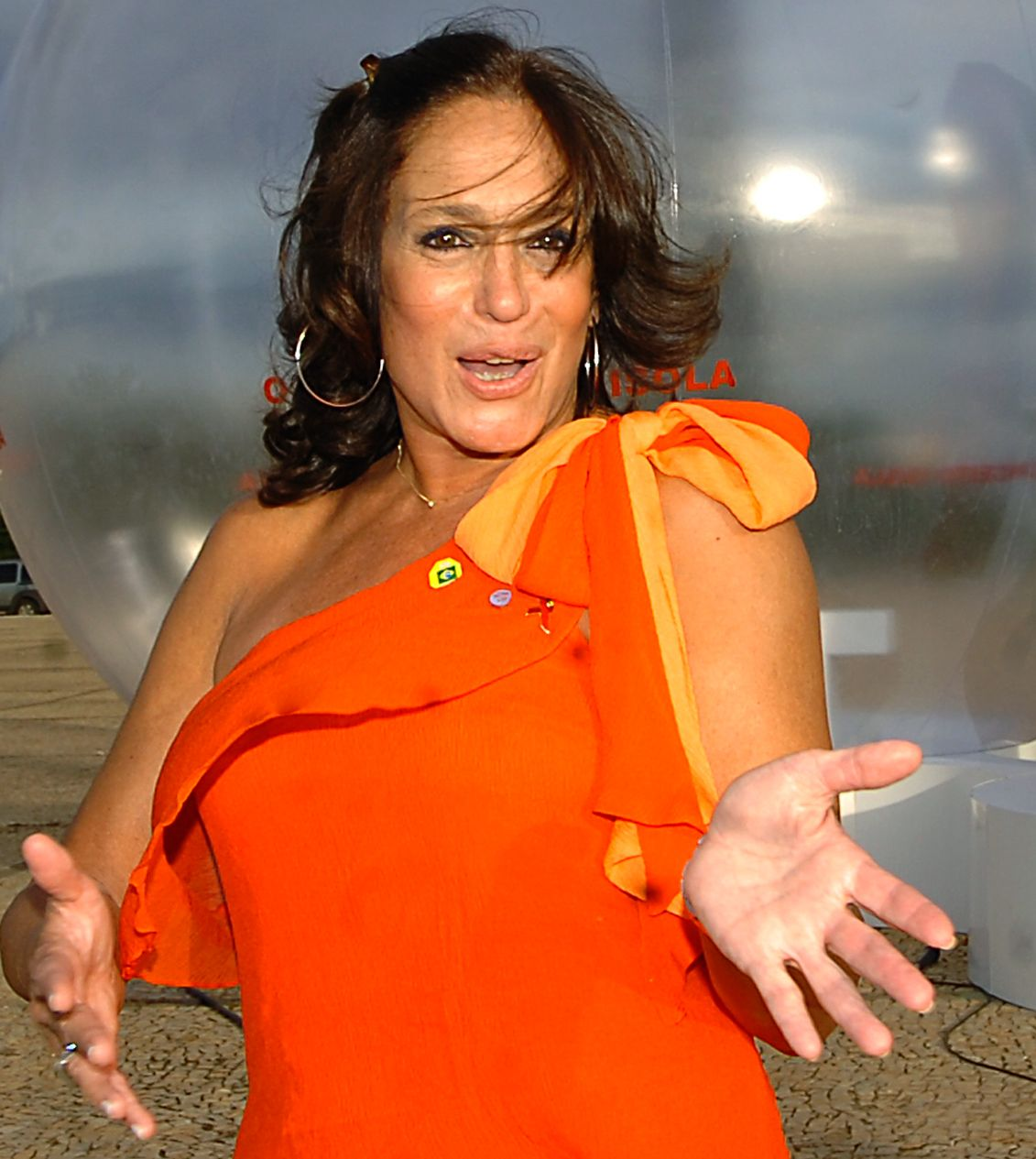
Susana Vieira em 2008.

Em 2003 voltou à novela das oito e, novamente, pelas mãos de Manoel Carlos. Em Mulheres Apaixonadas, Lorena vivia uma relação com um homem mais jovem. Em Senhora do Destino, de Aguinaldo Silva volta para interpretar mais uma protagonista. Ela foi capa de inúmeras revistas e foi homenageada pelo conjunto da obra no Prêmio Contigo de Novelas de 2005, além de ter sido indicada a melhor atriz, perdendo para Sorrah. No entanto venceu Sorrah no Melhores do Ano do Faustão e um Prêmio do Jornal Extra, do Rio, pela interpretação da nordestina Maria do Carmo. Em 2007 viveu a segunda Branca de sua vida, em Duas Caras, consolidando-se como a atriz favorita do autor Aguinaldo Silva. Foi indicada novamente como Melhor Atriz no Prêmio Contigo. Em 2009 protagonizou a minissérie Cinquentinha, também de Aguinaldo Silva, no papel de uma estrela da TV, Lara Romero. Os figurinos da personagem, segundo a própria Susana, foram inspirados na atriz Tônia Carrero. Em 2010 participou de uma novela supervisionada por Aguinaldo em Portugal, Laços de Sangue, também interpretando Lara Romero.
Em 2011 voltou à TV em um spin-off de Cinquentinha. Lara com Z foi um seriado exibido às quintas-feiras após A Grande Família. A série teve baixos índices de audiência. A narrativa inovadora de Aguinaldo Silva, inspirada em seriados americanos, teve atenção de uma parcela mais elitizada do público, apesar do tom popular da obra. Comemorou seus 50 anos de carreira em 2011, recebendo homenagem no Domingão do Faustão, Vídeo Show e em matérias de revista, em especial uma reportagem com fotos especiais e uma entrevista exclusiva na Contigo! Mas a principal homenagem aconteceu no Prêmio Quem, pelo conjunto da obra. Em 2013, volta às novelas em Amor à Vida onde interpreta Pilar Khoury, que aos poucos se revela a grande vilã da história, uma mulher rígida e ricaça que tem dois filhos, a protagonista Paloma, com quem vive às turras, e o vilão Félix que disputa a presidência do hospital San Magno, por quem tem uma predileção. Susana foi a primeira artista a assinar na Calçada da Fama do Vídeo Show, em 18 de novembro de 2013, na estreia do novo formato do programa. Em 2014 interpreta Sandra na série do Fantástico, Eu Que Amo Tanto.

### 2015–presente: Trabalhos recentes
No início de 2015 foi escalada para viver uma das protagonistas da novela das nove de João Emanuel Carneiro, A Regra do Jogo. No folhetim em questão, a atriz interpretou Adisabeba, uma ex-prostituta que enriqueceu e virou uma das mulheres mais ricas do Morro do Macaco, cenário importante para a trama. Em maio de 2015 fez uma participação em Babilônia, e outra em Chapa Quente, ambas como ela mesma. Na participação da novela, Susana encontra sua fã Consuelo Pimenta (Arlete Salles).
E em agosto volta as novelas, em A Regra do Jogo, na pele de Adisabeba, mulher extravagante e muito influente no Morro da Macaca, onde possui uma boate, na trama ela é mãe de Mc Merlô, personagem de Juliano Cazarré, esta é a primeira vez que a atriz trabalha em uma novela de João Emanuel Carneiro. Em novembro de 2015, Susana foi cotada para repetir parceria com o Euclydes Marinho na novela O Outro Lado da Lua que deveria estrear em 2017, no horário das 23. A atriz iria contracenar com  Renata Sorrah pela sétima vez (ambas atuaram em A Próxima Atração, Guerra dos Sexos, Andando nas Nuvens, Senhora do Destino, Duas Caras e A Regra do Jogo).
No feriado de Tiradentes de 2016, Susana Vieira estreou como uma das apresentadoras do Vídeo Show, aceitando o novo de desafio de ser uma apresentadora do programa vespertino. Ela dividiu a bancada do programa com o ator e apresentador Otaviano Costa. Sua estreia foi bastante comentada na internet, principalmente na rede social, Twitter. O sucesso da estreia de Susana Vieira como apresentadora foi tão grande que o programa registou melhor audiência desde o dia 4 de novembro de 2015, sendo a maior audiência do ano até então. A atriz foi confirmada no elenco da supersérie Os Dias Eram Assim, interpretando a sogra de Alice personagem de Sophie Charlotte e a grande vilã da trama Cora. Em 2019, a atriz voltou às telenovelas, com o remake Éramos Seis, em que interpretou a aristocrata e preconceituosa tia Emília, tia de Lola (Glória Pires) protagonista da história. Em 2023, retorna ao horário nobre como a misteriosa Cândida em Terra e Paixão, dona de um bar na cidade de Nova Primavera, Mato Grosso do Sul, que conhece os segredos mais obscuros dos moradores.

## Vida pessoal

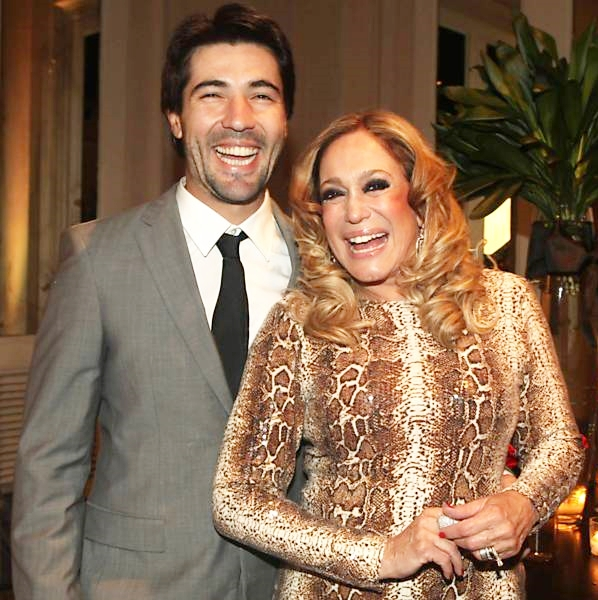
Susana Vieira com seu ex-marido Sandro Pedroso em 2012.

Em 1961, Susana casou-se com seu noivo, e também seu primeiro namorado, o diretor Régis Cardoso. Três anos depois, teve seu único filho, Rodrigo Otávio Vieira Cardoso, nascido em 19 de setembro de 1964, em São Paulo. Régis era contra sua carreira, uma vez que naquela época as atrizes eram mal vistas perante a sociedade, o que gerou diversos conflitos entre eles e culminou no fim do casamento em 1972, quando Susana saiu de casa, levando o filho. Em 1978 casou-se com Rubens de Falco, com quem contracenou na telenovela A Sucessora, união que durou pouco mais de um ano. Em 1986 casou-se com o empresário Carson Gardeazabal. O casal se divorciou em 2003, após dezessete anos de união, porém continuaram amigos. Durante este período nasceram seus dois netos, Rafael Vieira Cardoso, em 1996, e Bruno Vieira Cardoso, em 1998.
Em 2006 conheceu o policial militar Marcelo Silva durante o Carnaval, com quem começou a namorar, e, poucos meses depois, em 30 de setembro do mesmo ano, foram viver juntos no cidade do Rio de Janeiro. Em 10 de novembro de 2008 foi anunciado o término da união, após Susana descobrir que Marcelo possuía uma amante há alguns anos, Fernanda Cunha, e que ele estava envolvido com drogas, além de ter sido expulso da polícia por ter espancado e estuprado uma prostituta em um motel. Um mês após, em 11 de dezembro de 2008, seu ex-marido foi encontrado morto por overdose de cocaína.
Em 2009 começou a namorar o ilusionista Sandro Pedroso. Em 2010 foram morar juntos. Chegaram a ficar noivos em 2012, mas separaram-se no ano seguinte. Em 2016, começou a namorar o empresário francês Alain Rohrc, que conheceu na comunidade evangélica, Soul Igreja Batista, frequentada por ambos.

### Saúde
Em 2015, Suzana foi diagnosticada com leucemia linfoide crônica. Depois do tratamento com medicamentos e sessões semanais de quimioterapia, revelou que sua doença, apesar de incurável, estava controlada. Em agosto de 2019, escalada para interpretar Emília no remake da telenovela Éramos Seis, declarou que a doença não impediria a continuidade do seu trabalho, mesmo depois de cinquenta anos de carreira.

## Outros projetos

### Teatro
No teatro, seu maior sucesso foi a peça A Partilha, de Miguel Falabella. A montagem, que ainda contava com Arlete Salles e Natália do Vale, ficou seis anos em cartaz com grande sucesso e foi apresentada em doze países. Atuou também em Romeu e Julieta, de William Shakespeare; As tias, de Doc Comparato; A dama do cerrado, de Mauro Rasi; A Vida Passa, de Miguel Falabella; e em Água Viva, 2003, dirigido por Maria Pia Scognamiglio, baseado no livro de Clarice Lispector, um monólogo elogiado pela crítica especializada e que rodou o país lotando teatros. Em 2006 estreou a peça A Namoradinha do Brasil, em Petrópolis, ao lado da atriz Bárbara Borges, uma semana após se casar com Marcelo Silva e lotou o teatro todos os dias, saindo em turnê depois. Em 2010 Susana Vieira interpretou Maria na Paixão de Cristo no maior teatro ao ar livre em Nova Jerusalém, Pernambuco. Em 2012, Susana Vieira voltou aos palcos com a comemoração dos 20 anos de A Partilha, com o elenco original e direção de Miguel Falabella. No Rio de Janeiro a peça esteve em cartaz no teatro Oi Casa Grande. Em 2015, ela esteve em cartaz com a peça Barbaridade com os atores Osmar Prado, Edwin Luisi e Marcos Oliveira. Atualmente, Susana repete parceria com Miguel Falabella com a peça Shirley Valentine com turnê nacional, estreando em cidades como Vitória, Belo Horizonte e Campinas.
Além de ser atriz, Susana Vieira também é professora de teatro, participando até de aulas e workshops em outros países, como é o caso de Angola, onde ela lecionou no curso Actores é Horizonte Njinga Mbande. Susana também é formada como professora de balé clássico.

### Música
A partir do projeto do produtor "Samuel Petroti" de transformar atrizes em cantoras, Susana recebeu o convite e aceitou, mesmo a atriz tendo feito uma cirurgia nas cordas vocais para retirada de um pólipo da garganta. O CD recebeu o nome de Brasil enCena com Susana Vieira, com regravações de grandes músicas da MPB e trilhas sonoras de telenovelas que Susana participou. O disco foi gravado entre julho e novembro de 2010. Susana também fez uma participação no DVD da banda de forró pernambucana Desejo de Menina, onde dividiu o palco com o vocalista Daniel Almeida na canção "Feitos um Pro Outro".

## Filmografia

### Televisão
| Ano  | Título                      | Personagem / Cargo                    | Notas                                                                       |
| ---- | --------------------------- | ------------------------------------- | --------------------------------------------------------------------------- |
| 1962 | A Noite Eterna              | Taís                                  |                                                                             |
| 1962 | A Única Verdade             | Sandra                                |                                                                             |
| 1962 | TV de Vanguarda             | Vários personagens                    |                                                                             |
| 1963 | Terror nas Trevas           | Angelina                              |                                                                             |
| 1963 | Grande Teatro Tupi          | Vários personagens                    |                                                                             |
| 1966 | Almas de Pedra              | Naná Ramalho                          |                                                                             |
| 1966 | A Pequena Karen             | Karen                                 |                                                                             |
| 1966 | As Minas de Prata           | Joaninha                              |                                                                             |
| 1966 | Ninguém Crê em Mim          | Marisa                                |                                                                             |
| 1967 | Estrelas no Chão            | Sílvia                                |                                                                             |
| 1968 | Amor sem Deus               | Ana Beatriz                           |                                                                             |
| 1968 | Os Tigres                   | Maria Helena                          |                                                                             |
| 1968 | A Última Testemunha         | Maria Tereza dos Anjos                |                                                                             |
| 1969 | Algemas de Ouro             | Mathilde Ramos (Tide)                 |                                                                             |
| 1969 | Seu Único Pecado            | Karina Vidal                          |                                                                             |
| 1970 | As Bruxas                   | Diva                                  |                                                                             |
| 1970 | Pigmalião 70                | Cândida de Souza (Candinha)           |                                                                             |
| 1970 | A Próxima Atração           | Regina                                |                                                                             |
| 1971 | Minha Doce Namorada         | Nelita                                |                                                                             |
| 1972 | Caso Especial               | Naná                                  | Episódio: "Sétimo Céu"                                                      |
| 1972 | O Bofe                      | Marilene                              |                                                                             |
| 1972 | Tio Maravilha               | Vívian Maria (Vivinha)                |                                                                             |
| 1974 | O Espigão                   | Cristina Camará (Tina)                |                                                                             |
| 1974 | Caso Especial               | Concheta                              | Episódio: "Turma, Doce Turma"                                               |
| 1975 | Escalada                    | Cândida Ribeiro Dias                  |                                                                             |
| 1976 | Anjo Mau                    | Nice Noronha                          |                                                                             |
| 1976 | Duas Vidas                  | Cláudia                               |                                                                             |
| 1978 | Te Contei?                  | Luciana                               |                                                                             |
| 1978 | A Sucessora                 | Marina Steen                          |                                                                             |
| 1979 | Aplauso                     | Alaíde                                | Episódio: "Vestido de Noiva"                                                |
| 1979 | Os Gigantes                 | Veridiana Gurgel                      |                                                                             |
| 1981 | Caso Especial               | Dos Anjos                             | Episódio: "Os Amores de Castro Alves"                                       |
| 1981 | Baila Comigo                | Paula Vargas Leme                     |                                                                             |
| 1982 | Elas por Elas               | Vanessa                               |                                                                             |
| 1982 | Quem Ama Não Mata           | Laura                                 |                                                                             |
| 1983 | Caso Verdade                | Apresentadora                         | Episódio: "Vida Nova"                                                       |
| 1983 | Mário Fofoca                | Srª Paranhos                          | Episódio: "Nem Tudo Que Sobre Desce"                                        |
| 1983 | Profesión: Señora           | Maria                                 |                                                                             |
| 1984 | Guerra dos Sexos            | Marlene                               | Episódio: "6 de janeiro"                                                    |
| 1984 | Partido Alto                | Gildete Djamila de Almeida (Gilda)    |                                                                             |
| 1985 | Um Sonho a Mais             | Renata Aranha                         |                                                                             |
| 1985 | Ti Ti Ti                    | Srª Marcutti                          | Episódio: "5 de agosto"                                                     |
| 1986 | Cambalacho                  | Amanda Pereira Guerreiro              |                                                                             |
| 1987 | Bambolê                     | Marta Junqueira                       |                                                                             |
| 1988 | Caso Especial               | Marli                                 | Episódio: "O Dia Mais Quente do Ano"                                        |
| 1989 | O Salvador da Pátria        | Gilda Pompeu de Toledo Blanco         |                                                                             |
| 1989 | Top Model                   | Bárbara Ellen Kundera                 |                                                                             |
| 1990 | Boca do Lixo                | Ela mesma                             | Episódio: "17 de julho"                                                     |
| 1990 | Delegacia de Mulheres       | Detetive Ruth Baiana                  |                                                                             |
| 1990 | Lua Cheia de Amor           | Laís Souto Maia                       |                                                                             |
| 1992 | Anos Rebeldes               | Mariana                               |                                                                             |
| 1993 | Mulheres de Areia           | Clara de Azevedo Assunção (Clarita)   |                                                                             |
| 1993 | Fera Ferida                 | Rubra Rosa Pompílio de Castro         |                                                                             |
| 1995 | A Próxima Vítima            | Ana Carvalho Mestieri                 |                                                                             |
| 1996 | Sai de Baixo                | Leda Florim                           | Episódio: "Um Homem Para Chamar Dirceu"                                     |
| 1996 | Vira Lata                   | Laura Gouveia Visconti                |                                                                             |
| 1996 | Salsa e Merengue            | Dolores Molidor                       | Episódio: "30 de setembro"                                                  |
| 1997 | Por Amor                    | Branca Letícia de Barros Mota         |                                                                             |
| 1998 | Você Decide                 | Jacira Clark                          | Episódio: "Dublê de Socialite"                                              |
| 1998 | Anjo Mau                    | Soraia                                | Episódio: "27 de março"                                                     |
| 1998 | Casseta e Planeta, Urgente! | Hillary Clitóris                      | Episódio: "15 de setembro"                                                  |
| 1999 | Chiquinha Gonzaga           | Suzette Fontin                        |                                                                             |
| 1999 | Andando nas Nuvens          | Gonçala San Marino                    |                                                                             |
| 2000 | Você Decide                 | Carmem                                | Episódio: "A Hipocondríaca"                                                 |
| 2000 | Você Decide                 | Ana                                   | Episódio: "O Morto Vivo"                                                    |
| 2000 | Brava Gente                 | Elvira                                | Episódio: "Meia Encarnada Dura de Sangue"                                   |
| 2000 | TV Ano 50                   | Cléo                                  | Documentário                                                                |
| 2001 | Brava Gente                 | Safira                                | Episódio: "A Sonata"                                                        |
| 2001 | Sai de Baixo                | Rosa                                  | Episódio: "O Namorado Tem Namorado"                                         |
| 2001 | Sai de Baixo                | Falsa Cassandra                       | Episódio: "A Primeira Cassandra a Gente Nunca Esquece"                      |
| 2001 | A Padroeira                 | Dorothéia Lopes Cintra (Dodô)         |                                                                             |
| 2003 | Mulheres Apaixonadas        | Lorena Ribeiro Alves                  |                                                                             |
| 2004 | Senhora do Destino          | Maria do Carmo Ferreira da Silva      |                                                                             |
| 2006 | Minha Nada Mole Vida        | Ela mesma                             | Episódio: "Que Vença o Melhor" Episódio: "Onde Foi Parar o Ganso Biscoito?" |
| 2006 | Sob Nova Direção            | Madame Zelda                          | Episódio: "Futuro de Matar"                                                 |
| 2006 | Dança no Gelo               | Participante                          | Temporada 1                                                                 |
| 2007 | Paraíso Tropical            | Amélia Viana                          | Episódios: "05–13 de março"                                                 |
| 2007 | Duas Caras                  | Branca Maria Barreto Pessoa de Morais |                                                                             |
| 2009 | Cinquentinha                | Aretuza Pena / Lara Romero            |                                                                             |
| 2009 | Caminho das Índias          | Ela mesma                             | Episódio: "23 de abril"                                                     |
| 2009 | Zorra Total                 | Miss Joana                            | Episódio: "9 de maio"                                                       |
| 2009 | Casseta & Planeta, Urgente! | Vários personagens                    | Episódio: "28 de julho"                                                     |
| 2010 | Laços de Sangue             | Aretuza Pena / Lara Romero            | Episódio: "17 de fevereiro"                                                 |
| 2011 | Lara com Z                  | Aretuza Pena / Lara Romero            |                                                                             |
| 2013 | Amor à Vida                 | Pilar Rodriguez Khoury                |                                                                             |
| 2014 | Eu Que Amo Tanto            | Sandra                                | Episódio: "Sandra"                                                          |
| 2015 | Babilônia                   | Ela mesma                             | Episódio: "23 de maio"                                                      |
| 2015 | Os Suburbanos               | Ela mesma                             | Episódio: "Aquela da Susana Vieira"                                         |
| 2015 | Chapa Quente                | Ela mesma                             | Episódio: "9 de junho"                                                      |
| 2015 | A Regra do Jogo             | Adisabeba dos Santos Stewart (Béba)   |                                                                             |
| 2016 | Vídeo Show                  | Apresentadora                         |                                                                             |
| 2017 | Os Dias Eram Assim          | Cora Dumonte                          |                                                                             |
| 2019 | Éramos Seis                 | Emília Amaral Sampaio                 |                                                                             |
| 2021 | Se Joga                     | Colunista                             | Quadro: "Susana Sem Filtro"                                                 |
| 2023 | Terra e Paixão              | Cândida Ferreira                      | Episódios: "8 de maio–2 de junho"                                           |
| 2023 | Agora Vai                   | Ela mesma                             | Especial de fim de ano                                                      |
| 2024 | Tributo                     | Ela mesma                             | Episódio: "Ary Fontoura"                                                    |
| 2024 | Tributo                     | Ela mesma                             | Episódio: "Manoel Carlos"                                                   |
| 2025 | Coisa de Novela             | Tereza                                | Especial 60 anos da Globo                                                   |
| 2025 | Show 60 Anos                | Branca Letícia de Barros Mota         | Homenagem aos 60 Anos da Globo                                              |
| 2025 | Encantado's                 | Ela mesma                             | Episódio: "Vale Tudo"                                                       |

### Cinema
| Ano  | Título                                     | Personagem            |
| ---- | ------------------------------------------ | --------------------- |
| 1974 | O Forte                                    | Ana Tereza            |
| 1975 | O Casal                                    | Cida                  |
| 1983 | As Aventuras de Mário Fofoca               | Ana Maria             |
| 1984 | Nunca Fomos tão Felizes                    | Leonor                |
| 1993 | Vênus de Fogo                              | Rita                  |
| 2002 | Xuxa e os Duendes 2 - No Caminho das Fadas | Bruxa Mór             |
| 2008 | A Ilha dos Escravos                        | Branca Nina Magalhães |
| 2012 | Os Penetras                                | Ivone                 |
| 2012 | As Aventuras de Agamenon, o Repórter       | Ela mesma             |
| 2015 | Linda de Morrer                            | Mãe Lina              |
| 2015 | Sorria, Você Está Sendo Filmado - O Filme  | Vera                  |
| 2021 | Amigas de Sorte                            | Nelita                |
| 2025 | Coisa de Novela                            | Tereza                |

### Internet
| Ano  | Título  | Personagem      |
| ---- | ------- | --------------- |
| 2022 | Novelei | Susaninha (voz) |

## Discografia

### Álbuns de estúdio
| Álbum         | Detalhes                                                                                          |
| ------------- | ------------------------------------------------------------------------------------------------- |
| Brasil Encena | - Lançamento: 14 de dezembro de 2010 - Formatos: CD, download digital - Gravadora: Albatroz Music |

### Outras aparições
| Título                     | Ano  | Outro(s) artista(s) | Álbum                 |
| -------------------------- | ---- | ------------------- | --------------------- |
| "A História de Lily Braun" | 2011 | —                   | Laços de Sangue       |
| "Feitos Um Para o Outro"   | 2012 | Desejos de Menina   | Cumplicidade: Ao Vivo |

## Controvérsias
Em 2006, participou do quadro Dança no Gelo, do Domingão do Faustão, sendo a segunda a deixar o programa, em 27 de agosto de 2006, após uma polêmica com os jurados do programa. A atriz não concordou com uma nota baixa recebida e ficou furiosa. Ela justificou que nunca havia patinado antes e que participar daquele quadro não se tratava de um desafio pessoal, mas de uma obrigação com seu amigo Faustão. Uma das maiores controvérsias envolvendo a atriz se deu em 2008, após o término de seu casamento com o policial Marcelo Silva, que morreu em dezembro do mesmo do ano, vítima de overdose. O relacionamento havia chegado ao fim um mês antes à morte de Marcelo, quando Susana o expulsou de casa ao descobrir que o marido tinha uma amante. Na época, ela confessou que foi roubada e chantageada pelo policial, afirmando ter sido vítima de um psicopata e acusou a imprensa brasileira de ter jogado a culpa da relação toda sobre suas costas. Dois meses depois da morte de Marcelo, Susana revelou que o ex-marido havia roubado dela muito dinheiro, além de joias valiosas, eletrodomésticos, que ele arrombou seu cofre pessoal, ameaçou de morte seus empregados, fez desvios em sua conta bancária e até chegou a filmá-la tomando banho para chantageá-la, pedindo R$ 500 mil pela gravação.
Um ano depois, arrancou o microfone das mãos da repórter Geovanna Tominaga, ao vivo, durante uma entrevista ao Vídeo Show, da Globo. A atriz disse 'não ter paciência para quem estava começando' (profissionalmente). O fato foi bastante repercutido, principalmente nas redes sociais e em forma de vídeo no YouTube. Sobre o fato, Geovana declarou que ficou surpresa, mas entendia que Suzana é muito brincalhona e que não se sentiu ofendida, acreditando ter sido só uma forma de descontrair. Afirmou ainda que, apesar de ter sido chamada de "iniciante", ela tinha dezessete anos de carreira. Em 2010, Susana estava no elenco de A Paixão de Cristo, encenada na cidade de Brejo da Madre de Deus, Pernambuco. Em uma coletiva de imprensa concedida na época, declarou não acreditar que Jesus Cristo seja filho do Espírito Santo, como diz a Bíblia. "Acho que ele foi concebido por José e Maria e só depois Deus o escolheu para lhe representar na terra", disse. Ainda no mesmo ano, durante o Domingão do Faustão, Susana sentou no colo do então namorado, Sandro Pedroso, e acabou deixando os seios à mostra. Sem perceber, continuou falando por mais alguns minutos.
Durante a coletiva de imprensa de Lara com Z, em março de 2011, Vieira retirou um chiclete mastigado da boca, chamou a sua assessora e na frente de todos os jornalistas, colocou o chiclete na mão da moça, que precisou ir atrás de um lixo para jogá-lo fora. Susana também causou mal-estar na Rede Globo ao criticar a apresentadora Ana Furtado. Ela disse que a mulher de Boninho tinha "pouca carne" para ser rainha de bateria de uma escola de samba. Em 2014, em uma participação na estreia de um programa de rádio apresentado por Antônia Fontenelle, Susana relembrou o vexame que passou ao desafinar ao vivo no palco do Domingão do Faustão em dezembro de 2010 e acabou se tornando piada nas redes sociais. Segundo a atriz, ela havia combinado com o apresentador Fausto Silva que iria cantar duas músicas, com playback, e que "Faustão, para se fazer de engraçado ou me fazer de palhaça, me botou pra cantar além do combinado[...] Eu me ferrei! Fui ridicularizada".

## Prêmios e indicações
| Ano  | Associações                                   | Categoria                             | Nomeações            | Resultado | Ref.                |
| ---- | --------------------------------------------- | ------------------------------------- | -------------------- | --------- | ------------------- |
| 1975 | Prêmio APCA de Televisão                      | Melhor Atriz — Televisão              | O Espigão            | Venceu    | [ 97 ]              |
| 1976 | Troféu Imprensa                               | "Rainha da Televisão Brasileira"      | —                    | Venceu    | [carece de fontes?] |
| 1976 | Prêmio APCA de Televisão                      | Melhor Atriz — Televisão              | Escalada             | Venceu    |                     |
| 1994 | Melhores do Ano Revista Contigo!              | Melhor Atriz Coadjuvante              | Fera Ferida          | Venceu    | [ 98 ]              |
| 1997 | Prêmio Extra de Televisão                     | Melhor Atriz                          | Por Amor             | Venceu    |                     |
| 2000 | Prêmio Governador do Estado do Rio de Janeiro | Melhor Atriz                          | A Vida Passa         | Venceu    | [ 99 ]              |
| 2001 | Prêmio Austregésilo de Athayde                | Homenagem Especial (conjunto da obra) | —                    | Venceu    | [ 100 ]             |
| 2003 | Troféu Imprensa                               | Melhor Atriz                          | Mulheres Apaixonadas | Indicado  |                     |
| 2003 | Prêmio Conta Mais                             | Melhor Atriz                          | Mulheres Apaixonadas | Venceu    |                     |
| 2003 | Prêmio Leão de Ouro                           | Melhor Atriz                          | Mulheres Apaixonadas | Venceu    |                     |
| 2004 | Prêmio Globo de Melhores do Ano               | Melhor Atriz de Novela                | Senhora do Destino   | Venceu    |                     |
| 2004 | Prêmio Extra de Televisão                     | Melhor Atriz                          | Senhora do Destino   | Venceu    |                     |
| 2004 | Prêmio Contigo! de TV                         | Melhor Atriz de Novela                | Senhora do Destino   | Indicado  |                     |
| 2004 | Prêmio Contigo! de TV                         | Melhor Par Romântico (com José Mayer) | Senhora do Destino   | Indicado  |                     |
| 2005 | Troféu Imprensa                               | Melhor Atriz                          | Senhora do Destino   | Indicado  |                     |
| 2005 | Prêmio Qualidade Brasil - RJ                  | Televisão: Melhor Atriz               | Senhora do Destino   | Indicado  |                     |
| 2005 | Prêmio Qualidade Brasil - SP                  | Televisão: Melhor Atriz               | Senhora do Destino   | Indicado  |                     |
| 2005 | Troféu Super Cap de Ouro                      | Melhor Atriz                          | Senhora do Destino   | Venceu    | [ 101 ]             |
| 2008 | Prêmio Contigo! de TV                         | Melhor Atriz de Novela                | Duas Caras           | Indicado  |                     |
| 2010 | Prêmio Contigo! de TV                         | Homenagem Especial (conjunto da obra) | —                    | Venceu    |                     |
| 2010 | Prêmio Quem de Televisão                      | Homenagem Especial (conjunto da obra) | —                    | Venceu    |                     |
| 2010 | Prêmio Qualidade Brasil                       | Melhor Atriz de Série ou Minissérie   | Cinquentinha         | Indicado  |                     |
| 2012 | Troféu Top of Business                        | Homenagem Especial (conjunto da obra) | —                    | Venceu    | [ 102 ]             |
| 2013 | Prêmio Extra de Televisão                     | Melhor Atriz                          | Amor à Vida          | Indicado  |                     |
| 2013 | Prêmio Globo de Melhores do Ano               | Melhor Atriz de Novela                | Amor à Vida          | Indicado  |                     |
| 2013 | Prêmio Quem de Televisão                      | Melhor Atriz de Televisão             | Amor à Vida          | Indicado  |                     |
| 2014 | Troféu Internet                               | Melhor Atriz                          | Amor à Vida          | Indicado  |                     |
| 2014 | Brazilian International Press Awards          | Homenagem Especial (conjunto da obra) | —                    | Venceu    | [ 103 ]             |
| 2014 | Prêmio ATV do Perú                            | Homenagem Especial                    | Conjunto de Novelas  | Venceu    |                     |
| 2015 | Troféu Mário Lago                             | Homenagem Especial (conjunto da obra) | —                    | Venceu    | [ 104 ]             |
| 2015 | Prêmio Quem de Televisão                      | Melhor Atriz de Televisão             | A Regra do Jogo      | Indicado  | [ 105 ]             |
| 2016 | Troféu UOL TV e Famosos                       | Melhor Apresentadora                  | Vídeo Show           | Venceu    |                     |
| 2017 | Prêmio Contigo! de TV                         | Melhor Atriz de Série                 | Os Dias Eram Assim   | Indicado  | [ 106 ]             |

## Curiosidades
- O presidente Luiz Inácio Lula da Silva revelou que a Susana Vieira é sua atriz preferida.[107]
- A atriz cursou arqueologia em Machu Picchu no Peru.[108]
- A personagem de Carol Abras em Felizes para Sempre? se chama Susana em homenagem a Susana Vieira.[109]
- Susana Vieira interpretou Lara Romero três vezes: na minissérie Cinquentinha, na novela portuguesa Laços de Sangue e no seriado Lara com Z.
- Susana também já interpretou três personagens com o nome de "Branca": duas vezes na televisão (Por Amor e Duas Caras) e uma no cinema (A Ilha dos Escravos).
- O sonho de Susana Vieira como atriz era interpretar uma nordestina, sonho conquistado em Senhora do Destino.[110][nota 1]
- Susana Vieira tem cinco protagonistas-títulos: A Pequena Karen,[111] Anjo Mau, A Sucessora, Senhora do Destino e Lara com Z.[112][113]
- O nome do personagem da atriz em A Regra do Jogo se chama Adisabeba, sendo o mesmo nome da capital da Etiópia que significa nova flor.[114]
- Susana, apesar de ser uma atriz das mais reconhecidas e longevas da televisão brasileira, nunca ganhou nenhum Troféu Imprensa de melhor atriz, sendo uma das atrizes que mais receberam indicações ao prêmio, com três no total: por Nice em Anjo Mau (1976), Lorena em Mulheres Apaixonadas (2003) e Maria do Carmo em Senhora do Destino (2004).